# Mariánské Radčice
Mariánské Radčice är en ort i Tjeckien.   Den ligger i regionen Ústí nad Labem, i den nordvästra delen av landet, 80 km nordväst om huvudstaden Prag. Mariánské Radčice ligger 257 meter över havet och antalet invånare är 400.
Terrängen runt Mariánské Radčice är varierad.Runt Mariánské Radčice är det tätbefolkat, med 427 invånare per kvadratkilometer. Närmaste större samhälle är Most, 8,1 km söder om Mariánské Radčice. Trakten runt Mariánské Radčice består i huvudsak av gräsmarker.